# Tragopogon segetus
Tragopogon segetus là một loài thực vật có hoa trong họ Cúc. Loài này được Kuth. miêu tả khoa học đầu tiên năm 1953.